# هيني ريستاد
هيني ريستاد (مواليد 9 فبراير 1999) هي لاعبة كرة يد نرويجية، حصلت مع منتخب النرويج على الميدالية البرونزية في أولمبياد 2020.

## روابط خارجية
- هيني ريستاد على موقع اتحاد النرويج (النرويجية)
- هيني ريستاد على موقع الاتحاد الدولي لكرة اليد (الإنجليزية)
- هيني ريستاد على موقع الاتحاد الأوروبي لكرة اليد (الإنجليزية)
- هيني ريستاد على موقع الاتحاد النرويجي لكرة اليد (النرويجية)
- هيني ريستاد على موقع اللجنة الأولمبية الدولية (الإنجليزية)
- هيني ريستاد على موقع أوليمبيديا (الإنجليزية)